# Тахият аль-масджид
Тахият аль-ма́сджид (араб.  تَحِيَّةُ اْلْمَسْجِدْ‎ —  приветствие мечети‎), в исламе — добровольная молитва, совершаемая после входа в мечеть.
Мусульманину, который вошел в мечеть, желательно (мандуб) совершить эту молитву из двух ракаатов, в соответствии со словами пророка Мухаммада: «Пусть каждый, кто из вас вошёл в мечеть, не садится прежде, чем совершит намаз из двух ракатов». До совершения этой молитвы мусульманам нежелательно садиться и приветствовать находящихся в мечети прихожан. Исключение предоставляются тем, у кого есть веская причина не совершать эту молитву (болезнь и т. п.). Если есть необходимость без промедления совершить другую молитву или заканчивается время обязательного намаза, то совершать «молитву приветствия мечети» запрещено (харам). Если прозвучал призыв к началу молитвы (икамат) или уже началась обязательная коллективная молитва, то в этом случае совершать тахият аль-масджид нежелательно.
Если же у мусульманина есть желание совершить эту молитву, но по каким-то причинам исполнить его не удаётся, то он может прочитать короткую молитву: «Пречист Аллах от всяческих недостатков. Восхваление принадлежит Аллаху. Нет бога кроме Аллаха. Аллах велик» (Субхана-л-Лаху ва-ль-хамду-ли-л-Ляху ва ля иляха илля-л-Лаху ва-л-Лаху акбар). Также совершение любой из желательных молитв заменяет молитву тахият аль-масджид.
Намаз совершается всякий раз при входе в мечеть, даже если прихожанин вошёл ненадолго.
Молитва приветствия мечети — это настоятельная сунна (суннатун муаккадатун). Его разрешается совершать и в периоды, когда совершать намазы нежелательно (например, в полдень или на закате солнца). Пропущенные молитвы не возмещаются.